# 李迥秀
李迥秀（?—?），字茂实，涇陽人。武则天时期的宰相。

## 生平
出身陇西李氏武阳房，涼州都督李大亮族孫，其母出身貧賤，為李家婢女時，因其美貌，甚得寵，生迥秀。最早為相州參軍，後累官鳳閣舍人。娶散騎常侍張昌宗的母親臧氏為妻，史載，臧氏美貌，淫蕩成性，李迥秀因無法滿足臧氏的旺盛慾火，終日飲酒消愁，常醉不醒。長安中，官至同平章事。左遷岩州刺史。中宗時，終官兵部尚書。卒贈侍中。

## 家庭

### 曾祖
- 李充颖，隋渭州刺史、大将军、流江公[1]。生玄明、敬本、思本。

### 祖父
- 李玄明，唐朝使持节济州诸军事、济州刺史、城纪男

### 父亲
- 李義本，宣州刺史

### 姐姐
- 李氏，嫁开府仪同三司、尚书左仆射、上柱国、芮元公豆盧欽望

### 子女
- 李齐损
- 李季友
- 李俊，黃州刺史

## 延伸阅读
[在维基数据编辑]
 在维基文库阅读此作者作品
 《新唐書·卷099》，出自《新唐書》